# علم روان‌شناسی (مجله)
سایکلاجیکل ساینس یا علم روان‌شناسی (انگلیسی: Psychological Science) یک ژورنال علمی است که به صورت ماهانه توسط انتشارات سیج منتشر می‌شود.

## معرفی
مجله علم روان‌شناسی، نشریه شاخص انجمن علوم روان‌شناسی، مجله معتبری است که تحقیقات تجربی را منتشر می‌کند که کل طیف علم روان‌شناسی را در بر می‌گیرد. این مجله مقالات تحقیقاتی پیشرفته، گزارش‌های کوتاه و گزارش‌های تحقیقاتی با اهمیت نظری کلی و علاقه گسترده در سراسر این زمینه‌ها را منتشر می‌کند. علم روان‌شناسی منبع جدیدترین یافته‌ها در مورد موضوعاتی از روان‌شناسی شناختی، اجتماعی، رشد و سلامت تا علوم اعصاب رفتاری و زیست روان‌شناسی است. این مجله به‌طور معمول مطالعاتی را با استفاده از روش‌های تحقیق جدید و جدیدترین و مبتکرانه‌ترین تکنیک‌های تحلیل ارائه می‌کند. مقالات قبل از اینکه به یک شماره اختصاص داده شوند در OnlineFirst منتشر می‌شوند.